# Província d'Eduardo Avaroa

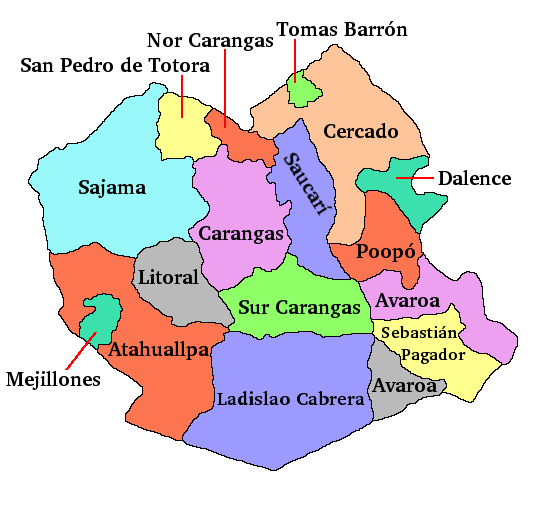
Les províncies del Departament d'Oruro.

La província d'Eduardo Avaroa  és una de les 16 províncies del Departament d'Oruro, a Bolívia. La seva capital és Challapata.